# Isla de Ponza
La isla de Ponza (italiano: isola di Ponza/ˈiːzola di ˈpontsa/) es la isla más grande del archipiélago de las islas Pontinas en Italia, ubicada a 33 km (21 mi) al sur del cabo Circeo en el mar Tirreno. Es también el nombre de la comuna que se encuentra en la isla y que hace parte de la provincia de Latina en la región de Lacio.

## Historia

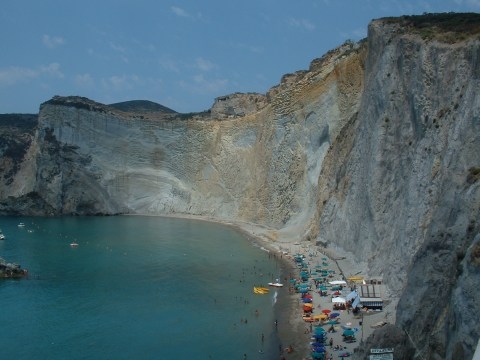
La playa más popular de Ponza, Chiaia di Luna.

Vista del puerto.

La isla fue habitada desde el neolítico y a lo largo de la época romana. De acuerdo con las leyendas locales, Ponza recibió su nombre en honor de Poncio Pilato, el gobernador romano de Judea que juzgó a Jesús de Nazaret por sedición en contra del dominio romano. La familia de Poncio Pilato era dueña de una gruta en Ponza, lugar que aún lleva su nombre. La leyenda de que el nombre de Ponza proviene de Poncio Pilato ha sido recientemente motivo disputa entre los historiadores, en tanto el nombre "Pontia" aparece en la Geografía de Estrabón,  que fue escrita antes del nacimiento de Pilato. No se sabe con certeza si se refiere al mismo nombre de Ponza o a un nombre similar. Asimismo, Pontia significa "Tierra de puentes" en latín, un nombre que bien podía haberse referido a los muchos arcos naturales y accidentes geográficos en forma de puentes existentes en Ponza. Otra teoría es que el nombre es de origen griego, proveniente del griego pontos, πόντος, mar (véase también Ponto).

### Períodos griegos y romanos
En tiempos antiguos la isla se llamaba Tirrenia. Según la leyenda, Ponza es lo que quedó de la isla perdida de Tirrenia. Se dice que Ponza estaba conectada con el continente por medio de una estrecha franja de tierra que se hundió en el mar junto con la mayor parte de la isla, quedando algunas partes sobre el nivel del mar. El mismo fenómeno exactamente ocurrió en la isla de Capri. De acuerdo con la leyenda, una gran ciudad se alzaba en la antigua isla. Recientemente, ha ocurrido un gran progreso arqueológico que muestra que esto puede ser verdad. Por ejemplo, se descubrió que el suelo del puerto de la cercana Pozzuoli se había hundido y levantado varias veces en los últimos 5000 años, revelando templos romanos hundidos.
La isla de Ponza fue colonizada por primera vez por los etruscos. La isla estaba densamente cubierta de bosques de árboles gigantes en tiempos antiguos, pero el bosque desapareció y las colinas están ahora cubiertas de terrazas artificiales. La mayoría de estas terrazas no se usan ya para el cultivo de alimentos o uvas y se están viniendo abajo debido a la falta de mantenimiento. La colina más alta de la isla, de nombre monte Guardia, todavía alberga los tocones podridos de los extintos árboles gigantes de más de dos metros y medio de ancho. En estas terrazas se hacen cultivos tales como los de uvas vinícolas y nopales (tunas) e higueras.
Se sospecha también que la isla de Ponza es la isla de Eea en la Odisea de Homero, donde se encontraba la cueva o gruta de Circe, la hechicera. Hoy se le conoce como la Gruta de la Hechicera Circe en el lado occidental de la isla, entre Capo Bianco y la playa de Chaia di Luna. Se dice que Circe vivía en esta cueva durante los meses de invierno, pasando el verano en la cima del cercano monte Circe en el continente italiano. Fue allí donde Circe transformó a los hombres de Ulises en animales y le hechizó y sedujo, viviendo con él por más de un año. En el lado occidental de Ponza se encuentra la Gruta de Ulises o de la Sangre. La gruta o cueva se encuentra casi directamente debajo de la colina/península de nombre Il Belvedere, que alberga el jardín botánico Ponziano, un jardín botánico con una hacienda y los restos de un castillo. Estas cuevas o grutas son destinos populares para visitar solo por bote.
Durante tiempos romanos, Nerón César, hermano mayor de Calígula, fue deportado a Ponza en el año 29 d. C., donde murió ejecutado el año siguiente. Dos de sus hermanas, Agripina la menor (madre del emperador Nerón) y Julia Livila, fueron enviadas al exilio en Ponza en el año 39 d. C. por complicidad en un complot organizado para derrocar a Calígula. Fueron llevadas de vuelta a Roma en el año 41 d. C. Julia Livila hizo que se le construyera especialmente una mansión en la isla, llamada Palazzo Giulia (Palacio de Julia). Las ruinas son visibles aún. Una mansión similar y con el mismo nombre se construyó en la cercana isla de Ventotene para la hija exiliada del emperador Augusto, Julia la mayor.

### Edad Media
La isla de Ponza fue abandonada durante la Edad Media debido a los constantes saqueos a manos de sarracenos y piratas. En 1552, la flota otomana bajo el mando de Turgut Reis (más conocido en occidente como Dragut) derrotó a la flota genovesa comandada por el famoso almirante genovés Andrea Doria cerca de la isla de Ponza, en la llamada Batalla de Ponza.

### 1700-actualidad
Durante el siglo XVIII, el Reino de Nápoles recolonizó la isla. En 1813 la isla fue capturada por el capitán naval británico Charles Napier durante las Guerras Napoleónicas.
La isla pasó a formar parte del Reino de Italia a mediados del siglo XIX y es ahora parte de la República de Italia. El aislamiento de la isla hizo que fuese destinada a servir como colonia penal por varios regímenes. Durante las dos décadas del fascismo, la isla de Ponza y la cercana  isla de Ventotene sirvieron como prisión para los opositores políticos del régimen de Benito Mussolini. El príncipe regente y líder militar etíope, Ras Immiru, capturado por el ejército italiano en 1936, fue encarcelado en una casa en Santa María. Mussolini mismo fue encarcelado en la isla durante varias semanas tras su derrocamiento y arresto en 1943.
La isla es famosa por la trágica historia de Lucía Rosa, una mujer que se arrojó al mar Tirreno para evitar casarse en contra de su voluntad con un hombre. Es considerada por muchas mujeres alrededor de todo el mundo como una mártir de los derechos de las mujeres así como un símbolo de los derechos humanos.
Pocos años atrás[¿cuándo?], ingenieros que trabajaban en un antiguo túnel romano que conectaba la zona portuaria de Ponza con el barrio de Santa María usaron explosivos para cavar un conducto cercano, si bien se suponía que debían utilizar cincel. El impacto explosivo hizo añicos y destruyó un túnel de galería romana de 2.100 años de antigüedad. El túnel que conecta a Ponza con Santa María está reparado, pero muchos residentes se quejan de que no se ve como antes, pues usa hormigón armado de acero en lugar de ladrillos romanos.
Hoy en día, la isla es una atracción turística con playas de arena como la Chiaia di Luna (playa de la media luna), ahora cerrada de manera permanente debido a la caída de rocas provenientes del enorme acantilado que se derrumba en la parte superior. Varios turistas murieron unos años atrás[¿cuándo?] mientras tomaban el sol en la playa. El Servicio de Parques Nacionales de Italia ha instalado redes de cables de acero para evitar más caídas de rocas y muertes. La Galería Romana o Túnel Romano que conectaba la playa con la carretera se encuentra cerrado actualmente debido al colapso de las paredes de ladrillos romanas. Muchas playas que eran muy populares ahora cerradas permanentemente por los deslizamientos de rocas de los acantilados que han llevado a la muerte de turistas.
A finales del verano y comienzos del otoño de 2007, seis "acuanautas" pasaron dos semanas viviendo bajo el agua frente a la costa de Ponza, batiendo todos los demás récords.[cita requerida]

## Geografía
Las islas de Ponza y Gavi son los restos del borde de la caldera de un volcán extinto, con una superficie de 7,3 kilómetros cuadrados (2,8 mi²). Ponza tiene una extensión aproximada de 8,9 kilómetros de largo por 2,4 kilómetros en su parte más ancha. Es una isla en forma de media luna con una gran playa llamada Spiaggia di Chiaia di Luna (Playa de la media luna) y algunas playas pequeñas y tiene una costa mayormente rocosa hecha de caolinita y toba. La isla tiene capas de caolinita y bentonita que solían ser extraídas. Tiene muchas formaciones rocosas naturales de formas extrañas, una en forma de monje, otra parecida a un par de pantalones gigantes, Spaccapurpo, otra parece un grupo de flores y otra parece un hongo, otra tiene forma de jinete. Tiene un castillo de rocas de fantasía y varios puentes y arcos naturales. También tiene farallones gigantes hechos de roca sólida. Alberga varios pueblos pequeños, entre ellos se encuentran la comuna de Ponza, Santa María y Le Forna. La isla de Ponza es confundida a menudo con islas cercanas como Isquia y Capri, excepto que Ponza no tiene vulcanismo activo.

### Clima
La isla de Ponza tiene un clima mediterráneo (Köppen Csa) con veranos calurosos y secos combinados con inviernos suaves y lluviosos.
| Parámetros climáticos promedio de Ponza (1971–2000, extremes 1946–present) | Parámetros climáticos promedio de Ponza (1971–2000, extremes 1946–present) | Parámetros climáticos promedio de Ponza (1971–2000, extremes 1946–present) | Parámetros climáticos promedio de Ponza (1971–2000, extremes 1946–present) | Parámetros climáticos promedio de Ponza (1971–2000, extremes 1946–present) | Parámetros climáticos promedio de Ponza (1971–2000, extremes 1946–present) | Parámetros climáticos promedio de Ponza (1971–2000, extremes 1946–present) | Parámetros climáticos promedio de Ponza (1971–2000, extremes 1946–present) | Parámetros climáticos promedio de Ponza (1971–2000, extremes 1946–present) | Parámetros climáticos promedio de Ponza (1971–2000, extremes 1946–present) | Parámetros climáticos promedio de Ponza (1971–2000, extremes 1946–present) | Parámetros climáticos promedio de Ponza (1971–2000, extremes 1946–present) | Parámetros climáticos promedio de Ponza (1971–2000, extremes 1946–present) | Parámetros climáticos promedio de Ponza (1971–2000, extremes 1946–present) |
| Mes                                                                        | Ene.                                                                       | Feb.                                                                       | Mar.                                                                       | Abr.                                                                       | May.                                                                       | Jun.                                                                       | Jul.                                                                       | Ago.                                                                       | Sep.                                                                       | Oct.                                                                       | Nov.                                                                       | Dic.                                                                       | Anual                                                                      |
| -------------------------------------------------------------------------- | -------------------------------------------------------------------------- | -------------------------------------------------------------------------- | -------------------------------------------------------------------------- | -------------------------------------------------------------------------- | -------------------------------------------------------------------------- | -------------------------------------------------------------------------- | -------------------------------------------------------------------------- | -------------------------------------------------------------------------- | -------------------------------------------------------------------------- | -------------------------------------------------------------------------- | -------------------------------------------------------------------------- | -------------------------------------------------------------------------- | -------------------------------------------------------------------------- |
| Temp. máx. abs. (°C)                                                       | 17.4                                                                       | 20.0                                                                       | 22.0                                                                       | 22.4                                                                       | 28.2                                                                       | 31.8                                                                       | 37.2                                                                       | 35.6                                                                       | 32.6                                                                       | 27.3                                                                       | 23.4                                                                       | 19.6                                                                       | 37.2                                                                       |
| Temp. máx. media (°C)                                                      | 12.1                                                                       | 12.1                                                                       | 13.5                                                                       | 15.7                                                                       | 20.3                                                                       | 24.5                                                                       | 27.4                                                                       | 28.0                                                                       | 24.6                                                                       | 20.3                                                                       | 16.0                                                                       | 13.2                                                                       | 19.0                                                                       |
| Temp. media (°C)                                                           | 10.4                                                                       | 10.3                                                                       | 11.4                                                                       | 13.3                                                                       | 17.5                                                                       | 21.4                                                                       | 24.2                                                                       | 25.0                                                                       | 22.0                                                                       | 18.3                                                                       | 14.2                                                                       | 11.7                                                                       | 16.6                                                                       |
| Temp. mín. media (°C)                                                      | 8.8                                                                        | 8.4                                                                        | 9.3                                                                        | 11.0                                                                       | 14.8                                                                       | 18.4                                                                       | 21.1                                                                       | 21.9                                                                       | 19.4                                                                       | 16.2                                                                       | 12.5                                                                       | 10.0                                                                       | 14.3                                                                       |
| Temp. mín. abs. (°C)                                                       | -2.0                                                                       | -0.5                                                                       | -2.6                                                                       | 2.8                                                                        | 7.8                                                                        | 10.2                                                                       | 13.4                                                                       | 15.0                                                                       | 11.5                                                                       | 7.0                                                                        | 2.2                                                                        | 0.6                                                                        | -2.6                                                                       |
| Precipitación total (mm)                                                   | 64.2                                                                       | 63.2                                                                       | 40.5                                                                       | 40.4                                                                       | 20.3                                                                       | 17.2                                                                       | 13.3                                                                       | 18.1                                                                       | 65.4                                                                       | 109.2                                                                      | 111.3                                                                      | 76.2                                                                       | 639.3                                                                      |
| Días de precipitaciones (≥ 1.0 mm)                                         | 7.9                                                                        | 7.2                                                                        | 6.2                                                                        | 6.6                                                                        | 3.5                                                                        | 2.0                                                                        | 0.9                                                                        | 2.1                                                                        | 5.1                                                                        | 8.0                                                                        | 9.0                                                                        | 8.7                                                                        | 67.2                                                                       |
| Humedad relativa (%)                                                       | 75                                                                         | 74                                                                         | 75                                                                         | 77                                                                         | 77                                                                         | 74                                                                         | 73                                                                         | 75                                                                         | 76                                                                         | 77                                                                         | 73                                                                         | 74                                                                         | 75                                                                         |
| Fuente: Servizio Meteorologico (humidity 1961–1990)                        |                                                                            |                                                                            |                                                                            |                                                                            |                                                                            |                                                                            |                                                                            |                                                                            |                                                                            |                                                                            |                                                                            |                                                                            |                                                                            |

## Arqueología
La isla es famosa por sus Grutas Azules, que fueron creadas por los etruscos. Entre ellas se encuentran la Gruta de las Serpientess y la Galería Romana, un túnel romano que conecta la ciudad de Ponza con la gran playa de arena (ahora cerrada) de la media luna en el lado occidental. La isla tiene muchas ruinas arqueológicas visibles por doquier, incluyendo ruinas de necrópolis griegas y fenicias en la mitad de la isla. Hay ruinas etruscas en partes de la isla entremezcladas con ruinas romanas. Una gran estatua de mármol de nombre Il Mamozio ("La Momia") o Il Mitreo, que significa mitra o sombrero sacerdotal, de 3000 años de antigüedad, fue encontrada en el puerto. La estatua, que representa a un cónsul etruriano local, se exhibe ahora en un museo en Nápoles, donde se le logró reunir con su cabeza. Es la estatua etrusca más antigua de su tipo que se conozca y es extremadamente rara.

## Economía
La ciudad de Ponza es un puerto pesquero y náutico que cuenta con varios muelles grandes con capacidad para grandes barcos. Su mayor industria es el turismo seguido por la construcción de embarcaciones, la reparación de embarcaciones y la pesca.
Las cuatro minas en el extremo norte, el área más hermosa de la isla, fueron cerradas en 1975 por la Agencia de Protección Ambiental italiana pues la operación minera estaba destruyendo la vida silvestre y la flora, que incluye especies en peligro de extinción. Las minas producían caolinita y bentonita. La caolinita se emplea en la fabricación de medicamentos con caolinita-pectina y en la fabricación de porcelanas.
La isla de Ponza tiene una carretera de dos carriles que la recorre de norte a sur, pero solo puede ser recorrida por autos pequeños. Una pista de aterrizaje que se había planeado en el norte de la isla se canceló debido a preocupaciones ambientales. En tanto no hay pista de aterrizaje, solo hidroaviones visitan la isla.
Entre las celebridades que han pasado vacaciones en la isla de Ponza se encuentran Kirk Douglas, su hijo Michael Douglas, Anthony Quinn, Burt Lancaster, Gina Lollobrigida, Elsa Martinelli y Sophia Loren, así como Jacques Cousteau y su hijo, Philippe Cousteau, quien filmó varios documentales en el área.
El Satiricón (1969) de Federico Fellini fue filmada en Ponza. Algunas escenas de la película de Wes Anderson The Life Aquatic fueron filmadas en la isla, si bien en la película se le dio el nombre de "Port-au-Patois".   
La serie de televisión de Rai Ficción, "Un'altra Vita" (2014), fue filmada en su mayoría en Ponza. Muchas de las escenas muestran el paisaje montañoso y la costa escarpada de la isla.
La mayoría de habitantes crían conejos y gallinas y otros animales en corrales como fuente carne para hacer cacciatore. Otros animales de granja incluyen las cabras, corderos y palomas.
Muchos de los habitantes originales de Ponza están abandonando la isla en la actualidad. Son reemplazados constantemente por otros italianos venidos del continente. Muchos de los niños y jóvenes locales simplemente se mudan cuando llegan a adultos y nunca regresan.
La economía local se encuentra en recesión en parte debido a las severas restricciones a la pesca comercial.

## Transporte
Ferries llegan a la isla de Ponza desde Nápoles, Terracina, Formia y Anzio- Otra posibilidad es llegar por hidroala (aliscafo) desde Anzio y Formia, lo que tarda unos 75 minutos. Los ferries e hidroalas no pueden en ocasiones entrar o salir de Ponza por condiciones climáticas severas. Gran parte de Ponza es accesible en coche y existe un autobús que recorre la isla entera.

## Atracciones principales
- Jardín Botánico Ponziano
- Monumento Nacional Natural Italiano Capo Bianco "Cabo Blanco"
- Spiaggia di Chaia di Luna ("Playa de la media luna")
- Grotta della Maga Circe ("Gruta de la hechicera Circe")
- Grotta di Ulisse o del Sangue "Gruta de Ulises o de la Sangre"
- Monte Guardia, la colina más alta de Ponza
- Arco Naturale o Spaccapolpi, un arco natural que se alza sobre aguas profundas en forma de pantalones gigantes
- Grutas Azules, un complejo de cuevas marinas
- Spiaggia delle Felci, una playa
- Gruta de las Serpientes un laberinto subterráneo de túneles construidos por los romanos, muchos de ellos bloqueados por razones de seguridad.
- Gruta de Pilato, construida por los romanos.
- Spiaggia Di Le Forna, una playa más pequeña y turística.
- piscina natural de agua salada en Le Forna.
- Farallones de Lucía Rosa nombrados en honor a Lucía Rosa
- Spiaggia di Frontone, una playa
- Spiaggia di Santa María, una playa
- Cala Fonte Puerto pesquero natural, en el que se puede nadar en el lado norte.
- Cueva de bue marino una cueva donde las focas solían encontrar refugio.
- cala Gaetano: hermosos colores del mar, y buena variedad de peces se pueden ver durante la primavera.
- La Caletta También llamada costa del atardecer donde es posible admirar algunos hermosos atardeceres.
- Forte Papa Una antigua fortaleza utilizada para defender la isla de los ataques de los sarracenos desde el mar.

## Fiestas
- 20 de junio fiesta de San Silverio
- 15 de agosto fiesta de la Asunción de María